# Ligne 4 du métro de New York
 (janvier 2022).
Si vous disposez d'ouvrages ou d'articles de référence ou si vous connaissez des sites web de qualité traitant du thème abordé ici, merci de compléter l'article en donnant les références utiles à sa vérifiabilité et en les liant à la section « Notes et références ».
Pour les articles homonymes, voir Ligne 4.
La 4 Lexington Avenue Express est une ligne (au sens de desserte ou service en anglais) du métro de New York. Sa couleur est le vert étant donné qu'elle circule sur l'IRT Lexington Avenue Line sur la majorité de son tracé à Manhattan. Elle est issue du réseau de l'ancienne Interborough Rapid Transit Company (IRT) et rattachée à la Division A. La ligne 4 fonctionne à toute heure entre Woodlawn, dans le Bronx et Crown Heights, à Brooklyn. Les métros roulent la plupart du temps en express (arrêt aux stations principales seulement) à Manhattan et Brooklyn et en omnibus dans le Bronx, sauf la nuit, où le circuit est entièrement omnibus. En outre, pendant les heures de pointe et après minuit, la desserte est prolongée jusqu'à New Lots Avenue, à Brooklyn.
La ligne 4 est en outre la ligne « officielle » des New York Yankees étant donné que les métros desservent le Yankee Stadium via la station 161st Street – Yankee Stadium. Certains wagons sont même décorés aux couleurs de l'équipe.

## Histoire

Ancien icône de la ligne 4 de 1967 jusqu'en 1979.

## Caractéristiques

### Stations
| Légende | Légende                                                   |
| ------- | --------------------------------------------------------- |
|         | Sert toujours cette station                               |
|         | Sert toujours cette station, sauf la nuit                 |
|         | Service limité                                            |
|         | Sert cette station durant la nuit                         |
|         | Sert toujours cette station, sauf aux heures de pointe    |
|         | Sert cette station durant les heures de points            |
|         | Sert cette station durant la semaine                      |
|         | Sert cette station durant la nuit et les fins de semaines |
|         | Sert cette station durant les fins de semaines            |

|           | Station                         | Horaires                                       | Correspondances                                                                              |
| Bronx     | Bronx                           | Bronx                                          | Bronx                                                                                        |
| --------- | ------------------------------- | ---------------------------------------------- | -------------------------------------------------------------------------------------------- |
|           | Woodlawn                        | Toujours                                       |                                                                                              |
|           | Mosholu Parkway                 | Toujours                                       |                                                                                              |
|           | Bedford Park Boulevard          | Toujours                                       |                                                                                              |
|           | Kingsbridge Road                | Toujours                                       |                                                                                              |
|           | Fordham Road                    | Toujours                                       |                                                                                              |
|           | 183rd Street                    | Toujours                                       |                                                                                              |
|           | Burnside Avenue                 | Toujours                                       |                                                                                              |
|           | 176th Street                    | Toujours                                       |                                                                                              |
|           | Mt. Eden Avenue                 | Toujours                                       |                                                                                              |
|           | 170th Street                    | Toujours                                       |                                                                                              |
|           | 167th Street                    | Toujours                                       |                                                                                              |
|           | 161st Street-Yankee Stadium     | Toujours                                       | (B) · (D)                                                                                    |
|           | 149th Street-Grand Concourse    | Toujours                                       | (2) · (5)                                                                                    |
|           | 138th Street-Grand Concourse    | Toujours, sauf aux heures de pointe            | (5)                                                                                          |
| Manhattan |                                 |                                                |                                                                                              |
|           | 125th Street                    | Toujours                                       | Metro-North Railroad                                                                         |
|           | 116th Street                    | Nuit seulement                                 | (6) · (<6>)                                                                                  |
|           | 110th Street                    | Nuit seulement                                 | (6) · (<6>)                                                                                  |
|           | 103rd Street                    | Nuit seulement                                 | (6) · (<6>)                                                                                  |
|           | 96th Street                     | Nuit seulement                                 | (6) · (<6>)                                                                                  |
|           | 86th Street                     | Toujours                                       | (5) · (6) · (<6>)                                                                            |
|           | 77th Street                     | Nuit seulement                                 | (6) · (<6>)                                                                                  |
|           | 68th Street-Hunter College      | Nuit seulement                                 | (6) · (<6>)                                                                                  |
|           | 59th Street                     | Toujours                                       | (transfert avec MetroCard ou OMNY seulement pour les lignes F et Q) Roosevelt Island Tramway |
|           | 51st Street                     | Nuit seulement                                 | (6) · (<6>) · (E) · (M)                                                                      |
|           | 42nd Street-Grand Central       | Toujours                                       | Metro-North Railroad                                                                         |
|           | 33rd Street                     | Nuit seulement                                 | (6) · (<6>)                                                                                  |
|           | 28th Street                     | Nuit seulement                                 | (6) · (<6>)                                                                                  |
|           | 23rd Street                     | Nuit seulement                                 | (6) · (<6>)                                                                                  |
|           | 14th Street-Union Square        | Toujours                                       | (5) · (6) · (<6>) · (L) · (N) · (Q) · (R) · (W)                                              |
|           | Astor Place-Cooper Union        | Nuit seulement                                 | (6) · (<6>)                                                                                  |
|           | Bleecker Street                 | Nuit seulement                                 | (6) · (<6>) · (B) · (D) · (F) · (M)                                                          |
|           | Spring Street                   | Nuit seulement                                 | (6) · (<6>)                                                                                  |
|           | Canal Street                    | Nuit seulement                                 | (6) · (<6>) · (N) · (Q) · (R) · (W) · (J) · (Z)                                              |
|           | Brooklyn Bridge-City Hall       | Toujours                                       | (5) · (6) · (<6>) · (J) · (Z)                                                                |
|           | Fulton Street                   | Toujours                                       | (5) · (2) · (3) · (A) · (C) · (J) · (Z)                                                      |
|           | Wall Street                     | Toujours                                       | (5)                                                                                          |
|           | Bowling Green                   | Toujours                                       | (5)                                                                                          |
| Brooklyn  |                                 |                                                |                                                                                              |
|           | Borough Hall                    | Toujours                                       | (2) · (3) · (5) · (N) · (R) · (W)                                                            |
|           | Nevins Street                   | Toujours                                       | (2) · (3) · (5)                                                                              |
|           | Atlantic Avenue                 | Toujours                                       | Long Island Railroad                                                                         |
|           | Bergen Street                   | Nuit seulement                                 | (2) · (3)                                                                                    |
|           | Grand Army Plaza                | Nuit seulement                                 | (2) · (3)                                                                                    |
|           | Eastern Parkway-Brooklyn Museum | Nuit seulement                                 | (2) · (3)                                                                                    |
|           | Franklin Avenue                 | Toujours                                       | (2) · (3) · (5) · (SF)                                                                       |
|           | Nostrand Avenue                 | Nuit seulement                                 | (2) · (3) · (5)                                                                              |
|           | Kingston Avenue                 | Nuit seulement                                 | (2) · (3) · (5)                                                                              |
|           | Crown Heights – Utica Avenue    | Toujours                                       | (2) · (3) · (5)                                                                              |
|           | Sutter Avenue-Rutland Road      | Heures de pointe (direction encombrée) et nuit | (2) · (3) · (5)                                                                              |
|           | Saratoga Avenue                 | Heures de pointe (direction encombrée) et nuit | (2) · (3) · (5)                                                                              |
|           | Rockaway Avenue                 | Heures de pointe (direction encombrée) et nuit | (2) · (3) · (5)                                                                              |
|           | Junius Street                   | Heures de pointe (direction encombrée) et nuit | (2) · (3) · (5)                                                                              |
|           | Pennsylvania Avenue             | Heures de pointe (direction encombrée) et nuit | (2) · (3) · (5)                                                                              |
|           | Van Siclen Avenue               | Heures de pointe (direction encombrée) et nuit | (2) · (3) · (5)                                                                              |
|           | New Lots Avenue                 | Heures de pointe (direction encombrée) et nuit | (2) · (3) · (5)                                                                              |

## Matériel Roulant
La ligne 4 utilise des R142 et R142A depuis les années 2000. Auparavant, elle utilisa des rames R62.